# Julius Helfft
Julius Eduard Wilhelm Helfft (Berlino, 6 aprile 1818 – Berlino, 28 marzo 1894) è stato un pittore tedesco paesaggista e pittore di architettura.

## Biografia
Julius Helfft fu allievo del pittore paesaggista Wilhelm Schirmer a partire dal 1835, presso la Royal Prussian Academy of Arts di Berlino. Helfft espose vedute paesaggiste e architettoniche del Marchio Brandeburgo, Sassonia, Boemia e Slesia alle mostre dell'Accademia dal 1836. Dopo il suo primo viaggio di studio, in cui visitò Firenze, Roma, Napoli e Genova, tra il 1843 e il 1847, espose anche vedute italiane. Federico Guglielmo IV acquisì alcuni dei suoi dipinti, almeno sei dei quali furono esposti nei palazzi prussiani. Negli ultimi anni della sua vita, Helfft non fu più in grado di lavorare a causa di una malattia agli occhi.
Oere
Helfft lasciò in eredità alcuni dei suoi schizzi e studi all'Accademia d'Arte di Berlino. Ha creato inoltre una fondazione, con i cui proventi l'Accademia stessa ha assegnato premi annuali per un concorso destinato per giovani pittori paesaggisti tedeschi, come il "Premio Julius Helfftschen" che consiste in un viaggio di studio annuale. Alcune delle sue opere furono distrutte durante la seconda guerra mondiale o furono perdute come bottino di guerra.

## Opere (selezione)

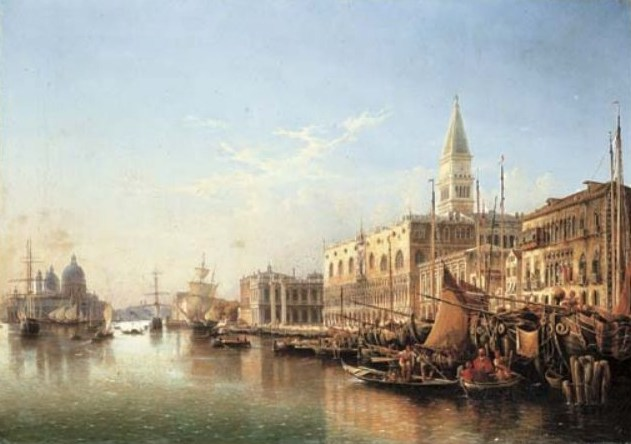
Venezia: La Riva degli Schiavoni, fuori ad ovest la Punta della Dogana e Santa Maria della Salute

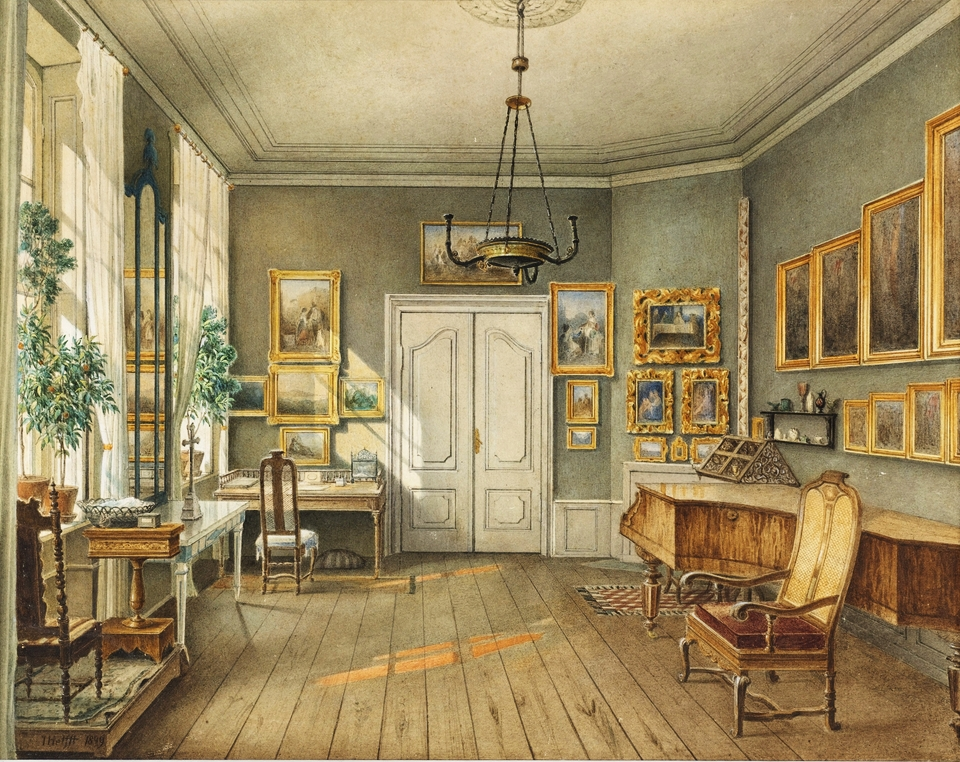
La stanza della musica di Fanny Hensel, b. Mendelssohn Bartholdy

- Venedig: Das Riva degli Schiavoni, außerhalb im Westen die Punta della Dogana und Santa Maria della Salute, 1844
- Blick von der Terrasse eines Hauses in Sorrent auf den Vesuv, 1845
- Der Dogenpalast in Venedig und ein Sizilianischer Klosterhof, 1847
- Blick in die Loggia einer italienischen Villa, Villa Frascati in Rom, 1848
- Das Musikzimmer von Fanny Hensel, geb. Mendelssohn Bartholdy, 1849
- Venedig, 1849
- Villa mit Pergola am Golf von Neapel, 1850  (Das Gemälde entstand in Erinnerung an das Zusammentreffen in Rom 1845 mit seiner Cousine Fanny Lewald und deren späteren Ehemann, dem Schriftsteller Adolf Stahr, für den Julius Helffts die Vedute malte. Das Landschaftsgemälde ist Teil der musealen Ausstattung von Schloss Glienicke, Berlin)
- Ansicht von Venedig, 1854
- Dogenpalast in Venedig, 1856
- Kloster San Giorgio Maggiore zu Venedig
- Palazzo Vecchio in Florenz